# Copa Mundial Femenina de Fútbol de 1991
La Copa Mundial del Fútbol Femenino de la FIFA RP China 1991 (oficialmente y en inglés: 1st FIFA World Championship for Women's Football for the M&M's Cup, 1.er Campeonato Mundial de Fútbol para Mujeres por la Copa M&M's) fue la primera edición de la Copa Mundial Femenina de Fútbol organizada por la FIFA. Fue disputada por un total de 12 equipos del 16 al 30 de noviembre de 1991 en la República Popular China, país seleccionado tras el éxito de la prueba piloto llevada a cabo en el Torneo Internacional de Fútbol Femenino de 1988. Por única vez, la competición fue patrocinada oficialmente por una empresa privada: fue la estadounidense Mars, Incorporated, fabricante de los chocolates M&M's.
Fue el único Mundial femenino en el que se computaron dos puntos por partido ganado. Como particularidad, y a diferencia del fútbol masculino, todos los partidos tuvieron una duración total de 80 minutos (divididos en dos tiempos de 40). El torneo contó con una gran aceptación del público, alcanzando una asistencia promedio de 20 000 espectadores por encuentro. Se desarrolló en seis estadios, ubicados en cinco ciudades, todos dentro de la provincia de Cantón, al sureste del país asiático.
La selección campeona fue la de Estados Unidos, que derrotó en la final a Noruega, vencedora del torneo de 1988, por 2-1. Michelle Akers, delantera del equipo campeón y autora de los dos goles que consagraron a su selección, fue la goleadora del certamen con 10 tantos, la mayor cantidad de anotaciones para una futbolista en una única edición de la copa. Además, anotó cinco goles en el encuentro de cuartos de final ante China Taipéi, estableciendo un récord que sólo pudo ser igualado 28 años más tarde por su compatriota Alex Morgan, en el Mundial Femenino de Francia 2019.

## Organización

### Sedes
| Cantón                                 | Cantón                     | Foshan              |
| -------------------------------------- | -------------------------- | ------------------- |
| Provincia de Cantón                    |                            |                     |
| Estadio Tianhe                         | Estadio Popular Provincial | Estadio Nueva Plaza |
| Capacidad: 60 000                      | Capacidad: 25 000          | Capacidad: 36 686   |
|                                        |                            |                     |
| Cantón Foshan Jiangmen Panyu Zhongshan |                            |                     |
| Jiangmen                               | Panyu                      | Zhongshan           |
| Provincia de Cantón                    |                            |                     |
| Estadio de Jiangmen                    | Estadio Ying Dong          | Centro de Deportes  |
| Capacidad: 13 000                      | Capacidad: 14 818          | Capacidad: 12 000   |
|                                        |                            |                     |

### Lista de árbitros
AFC
- Lu Jun
- Gyanu Raja Shrestha

CAF
- Omer Yengo
- Fethi Boucetta

Concacaf
- Rafael Rodríguez Medina

Conmebol
- Cláudia Vasconcelos
- Salvador Imperatore
- John Toro Rendón

UEFA
- Vassilios Nikakis
- James McCluskey
- Vadim Zhuk

## Equipos participantes
| Clasificatorias | Clasificatorias | Clasificatorias | Clasificatorias | Clasificatorias | Clasificatorias |
| --------------- | --------------- | --------------- | --------------- | --------------- | --------------- |
| AFC             | CAF             | Concacaf        | Conmebol        | OFC             | UEFA            |

¹*Suecia no se había clasificó por regla de gol de visitante, sin embargo, la FIFA dijo que los dos iban a clasificar 
| Equipos participantes | Equipos participantes | Equipos participantes | Equipos participantes |
| --------------------- | --------------------- | --------------------- | --------------------- |
| Alemania              | Brasil                | Italia                | Noruega               |
| China                 | Dinamarca             | Japón                 | Nueva Zelanda         |
| China Taipei          | Estados Unidos        | Nigeria               | ¹* Suecia             |

### Sorteo
El sorteo de la fase de grupos se realizó el 14 de septiembre de 1991 en el Estadio Tianhe, de la ciudad de Cantón.

## Fase de grupos
- Los horarios corresponden a la hora local en China (UTC+8).

### Grupo A
| Selección     | Pts. | PJ | PG | PE | PP | GF | GC | Dif. |
| ------------- | ---- | -- | -- | -- | -- | -- | -- | ---- |
| China         | 5    | 3  | 2  | 1  | 0  | 10 | 3  | 7    |
| Noruega       | 4    | 3  | 2  | 0  | 1  | 6  | 5  | 1    |
| Dinamarca     | 3    | 3  | 1  | 1  | 1  | 6  | 4  | 2    |
| Nueva Zelanda | 0    | 3  | 0  | 0  | 3  | 1  | 11 | −10  |

| 16 de noviembre de 1991                                                        | China                                             | 4:0 (3:0) | Noruega | Estadio Tianhe, Cantón                                          |                                                                 |
| 20:45 CST                                                                      | Ma Li 22' · Liu Ailing 45', 50' · Sun Qingmei 75' | Reporte   |         | Asistencia: 65 000 espectadores Árbitro(s): Salvador Imperatore | Asistencia: 65 000 espectadores Árbitro(s): Salvador Imperatore |
| La china Ma Li anotó el primer gol de la historia de la Copa Mundial Femenina. |                                                   |           |         |                                                                 |                                                                 |

| 17 de noviembre de 1991 | Dinamarca                          | 3:0 (3:0) | Nueva Zelanda | Estadio Tianhe, Guangzhou                              |                                                        |
| 19:45 CST (UTC+8)       | H. Jensen 15', 40' · Mackensie 42' | Reporte   |               | Asistencia: 14 000 espectadores Árbitro(s): Omer Yengo | Asistencia: 14 000 espectadores Árbitro(s): Omer Yengo |

| 19 de noviembre de 1991                                                                | Noruega                                      | 4:0 (3:0) | Nueva Zelanda | Estadio Popular Provincial, Cantón                              |                                                                 |
| 15:30 CST (UTC+8)                                                                      | McChahill 30' · Medalen 32', 38' · Riise 49' | Reporte   |               | Asistencia: 12 000 espectadores Árbitro(s): Salvador Imperatore | Asistencia: 12 000 espectadores Árbitro(s): Salvador Imperatore |
| El autogol de Terry McCahill es el primero en la historia de la Copa Mundial Femenina. |                                              |           |               |                                                                 |                                                                 |

| 19 de noviembre de 1991                                  | China                         | 2:2 (1:1) | Dinamarca                | Estadio Popular Provincial, Cantón                            |                                                               |
| 19:45 CST (UTC+8)                                        | Sun Wen 37' · Wei Haiying 76' | Reporte   | Kolding 24' · Nissen 55' | Asistencia: 27 000 espectadores Árbitro(s): Vassilios Nikakis | Asistencia: 27 000 espectadores Árbitro(s): Vassilios Nikakis |
| Primer empate en la historia de los Mundiales femeninos. |                               |           |                          |                                                               |                                                               |

| 21 de noviembre de 1991 | China                                                | 4:1 (3:0) | Nueva Zelanda | Estadio Nueva Plaza, Foshan                                    |                                                                |
| 19:45 CST (UTC+8)       | Zhou Yang 20' · Liu Ailing 22', 60' · Wu Weiying 24' | Reporte   | Nye 65'       | Asistencia: 14 000 espectadores Árbitro(s): Gyanu Raja Shresta | Asistencia: 14 000 espectadores Árbitro(s): Gyanu Raja Shresta |

| 21 de noviembre de 1991 | Noruega                    | 2:1 (1:0) | Dinamarca     | Estadio Ying Dong, Panyu                               |                                                        |
| 19:45 CST (UTC+8)       | Svensson 14' · Medalen 56' | Reporte   | Thychosen 54' | Asistencia: 15 500 espectadores Árbitro(s): Vadim Zhuk | Asistencia: 15 500 espectadores Árbitro(s): Vadim Zhuk |

### Grupo B
| Selección      | Pts. | PJ | PG | PE | PP | GF | GC | Dif. |
| -------------- | ---- | -- | -- | -- | -- | -- | -- | ---- |
| Estados Unidos | 6    | 3  | 3  | 0  | 0  | 11 | 2  | 9    |
| Suecia         | 4    | 3  | 2  | 0  | 1  | 12 | 3  | 9    |
| Brasil         | 2    | 3  | 1  | 0  | 2  | 1  | 7  | −6   |
| Japón          | 0    | 3  | 0  | 0  | 3  | 0  | 12 | −12  |

| 17 de noviembre de 1991 | Japón | 0:1 (0:1) | Brasil   | Estadio Nueva Plaza, Foshán                        |                                                    |
| 19:45 CST (UTC+8)       |       | Reporte   | Elane 4' | Asistencia: 14 000 espectadores Árbitro(s): Lu Jun | Asistencia: 14 000 espectadores Árbitro(s): Lu Jun |

| 17 de noviembre de 1991 | Suecia                          | 2:3 (0:1) | Estados Unidos               | Estadio Ying Dong, Panyu                                     |                                                              |
| 19:45 CST (UTC+8)       | Videkull 65' · I. Johansson 71' | Reporte   | Jennings 40', 49' · Hamm 62' | Asistencia: 14 000 espectadores Árbitro(s): John Toro Rendón | Asistencia: 14 000 espectadores Árbitro(s): John Toro Rendón |

| 19 de noviembre de 1991 | Japón | 0:8 (0:6) | Suecia                                                                                                 | Estadio Nueva Plaza, Foshán                                    |                                                                |
| 19:45 CST (UTC+8) |       | Reporte   | Videkull 1', 11' · Andelen 15', 60' · Lundgren 25' · Nilsson 27' · Sundhage 34' · Yamaguchi 70' (a.g.) | Asistencia: 14 000 espectadores Árbitro(s): Gyanu Raja Shresta | Asistencia: 14 000 espectadores Árbitro(s): Gyanu Raja Shresta |
| El gol de Lena Videkull a los 30 segundos es el gol más rápido en la historia de la Copa Mundial Femenina. Mayor victoria de Suecia y peor derrota de Japón en la Copa Mundial Femenina de Fútbol. |       |           | |                                                                |                                                                |

| 19 de noviembre de 1991 | Brasil | 0:5 (0:4) | Estados Unidos                                           | Estadio Ying Dong, Panyu                               |                                                        |
| 19:45 CST (UTC+8)       |        | Reporte   | Heinrichs 23', 35' · Jennings 38' · Akers 39' · Hamm 63' | Asistencia: 15 500 espectadores Árbitro(s): Vadim Zhuk | Asistencia: 15 500 espectadores Árbitro(s): Vadim Zhuk |

| 21 de noviembre de 1991 | Japón | 0:3 (0:3) | Estados Unidos               | Estadio Nueva Plaza, Foshán                                  |                                                              |
| 15:30 CST (UTC+8)       |       | Reporte   | Akers 20', 37' · Gebauer 39' | Asistencia: 14 000 espectadores Árbitro(s): John Toro Rendón | Asistencia: 14 000 espectadores Árbitro(s): John Toro Rendón |

| 21 de noviembre de 1991 | Brasil | 0:2 (0:1) | Suecia                            | Estadio Ying Dong, Panyu                           |                                                    |
| 15:30 CST (UTC+8)       |        | Reporte   | Sundhage 42' (pen.) · Hedberg 56' | Asistencia: 12 000 espectadores Árbitro(s): Lu Jun | Asistencia: 12 000 espectadores Árbitro(s): Lu Jun |

### Grupo C
| Selección    | Pts. | PJ | PG | PE | PP | GF | GC | Dif. |
| ------------ | ---- | -- | -- | -- | -- | -- | -- | ---- |
| Alemania     | 6    | 3  | 3  | 0  | 0  | 9  | 0  | 9    |
| Italia       | 4    | 3  | 2  | 0  | 1  | 6  | 2  | 4    |
| China Taipéi | 2    | 3  | 1  | 0  | 2  | 2  | 8  | −6   |
| Nigeria      | 0    | 3  | 0  | 0  | 3  | 0  | 7  | −7   |

| 17 de noviembre de 1991 | Alemania                                   | 4:0 (3:0) | Nigeria | Estadio de Jiangmen, Jiangmen                                       |                                                                     |
| 15:30 CST (UTC+8)       | Neid 16' · Mohr 32', 34' · Göttschlich 57' | Reporte   |         | Asistencia: 14 000 espectadores Árbitro(s): Rafael Rodríguez Medina | Asistencia: 14 000 espectadores Árbitro(s): Rafael Rodríguez Medina |

| 17 de noviembre de 1991 | China Taipéi | 0:5 (0:3) | Italia                                                 | Estadio de Jiangmen, Jiangmen                              |                                                            |
| 19:45 CST (UTC+8) |              | Reporte   | Ferraguzzi 15' · Marsiletti 29' · Morace 37', 52', 66' | Asistencia: 11 000 espectadores Árbitro(s): Fethi Boucetta | Asistencia: 11 000 espectadores Árbitro(s): Fethi Boucetta |
| Carolina Morace es la primera futbolista en anotar un hat-trick en una Copa Mundial Femenina. Mayor victoria de Italia en los Mundiales femeninos. |              |           |                                                        |                                                            |                                                            |

| 19 de noviembre de 1991 | Italia     | 1:0 (0:0) | Nigeria | Centro de Deportes, Zhongshán                               |                                                             |
| 15:30 CST (UTC+8)       | Morace 68' | Reporte   |         | Asistencia: 12 000 espectadores Árbitro(s): James McCluskey | Asistencia: 12 000 espectadores Árbitro(s): James McCluskey |

| 19 de noviembre de 1991 | China Taipéi | 0:3 (0:2) | Alemania                            | Centro de Deportes, Zhongshán                              |                                                            |
| 19:45 CST (UTC+8)       |              | Reporte   | Wiegmann 10' (pen.) · Mohr 21', 50' | Asistencia: 10 000 espectadores Árbitro(s): Fethi Boucetta | Asistencia: 10 000 espectadores Árbitro(s): Fethi Boucetta |

| 21 de noviembre de 1991 | China Taipéi       | 2:0 (1:0) | Nigeria | Estadio de Jiangmen, Jiangmen                                       |                                                                     |
| 19:45 CST (UTC+8)       | Lin 38' · Chou 55' | Reporte   |         | Asistencia: 14 000 espectadores Árbitro(s): Rafael Rodríguez Medina | Asistencia: 14 000 espectadores Árbitro(s): Rafael Rodríguez Medina |

| 21 de noviembre de 1991 | Italia | 0:2 (0:0) | Alemania                | Centro de Deportes, Zhongshán                               |                                                             |
| 19:45 CST (UTC+8) |        | Reporte   | Mohr 67' · Unsleber 79' | Asistencia: 12 000 espectadores Árbitro(s): James McCluskey | Asistencia: 12 000 espectadores Árbitro(s): James McCluskey |
| Alemania se transforma en la primera selección en superar una fase de grupos sin conceder ningún gol en la historia de los Mundiales femeninos. |        |           |                         |                                                             |                                                             |

### Tabla de terceros
Los dos equipos mejor ubicados en esta tabla clasificaron a los cuartos de final.
| Selección    | Gr. | Pts. | PJ | PG | PE | PP | GF | GC | Dif. |
| ------------ | --- | ---- | -- | -- | -- | -- | -- | -- | ---- |
| Dinamarca    | A   | 3    | 3  | 1  | 1  | 1  | 6  | 4  | 2    |
| China Taipéi | C   | 2    | 3  | 1  | 0  | 2  | 2  | 8  | −6   |
| Brasil       | B   | 2    | 3  | 1  | 0  | 2  | 1  | 7  | −6   |

## Fase de eliminatorias

### Cuadro de desarrollo
|  | Cuartos de final                  | Cuartos de final                      |                                       |   | Semifinales                  | Semifinales                  |  |  | Final | Final |
|  |                                   |                                       |                                       |   |                              |                              |  |  |       |       |
|  | 24 de noviembre – Cantón (Tianhe) |                                       |                                       |   |                              |                              |  |  |       |       |
|  |                                   |                                       |                                       |   |                              |                              |  |  |       |       |
|  | China                             | 0                                     |                                       |   |                              |                              |  |  |       |       |
|  | China                             | 0                                     | 27 de noviembre – Panyu               |   |                              |                              |  |  |       |       |
|  | Suecia                            | 1                                     |                                       |   |                              |                              |  |  |       |       |
|  | Suecia                            | 1                                     | Suecia                                | 1 |                              |                              |  |  |       |       |
|  | 24 de noviembre – Jiangmen        |                                       | Suecia                                | 1 |                              |                              |  |  |       |       |
|  |                                   | Noruega                               | 4                                     |   |                              |                              |  |  |       |       |
|  | Noruega (t. s.)                   | Noruega                               | 4                                     | 3 |                              |                              |  |  |       |       |
|  | Noruega (t. s.)                   |                                       | 30 de noviembre – Cantón (Tianhe)     | 3 |                              |                              |  |  |       |       |
|  | Italia                            | 2                                     |                                       |   |                              |                              |  |  |       |       |
|  | Italia                            | 2                                     | Noruega                               | 1 |                              |                              |  |  |       |       |
|  | 24 de noviembre – Zhongshán       |                                       | Noruega                               | 1 |                              |                              |  |  |       |       |
|  |                                   | Estados Unidos                        | 2                                     |   |                              |                              |  |  |       |       |
|  | Dinamarca                         | Estados Unidos                        | 2                                     | 1 |                              |                              |  |  |       |       |
|  | Dinamarca                         | 27 de noviembre – Cantón (Provincial) |                                       | 1 |                              |                              |  |  |       |       |
|  | Alemania (t. s.)                  | 2                                     |                                       |   |                              |                              |  |  |       |       |
|  | Alemania (t. s.)                  | 2                                     | Alemania                              | 2 |                              |                              |  |  |       |       |
|  | 24 de noviembre – Foshán          |                                       | Alemania                              | 2 |                              |                              |  |  |       |       |
|  |                                   | Estados Unidos                        | 5                                     |   | Partido por el tercer puesto | Partido por el tercer puesto |  |  |       |       |
|  | Estados Unidos                    | Estados Unidos                        | 5                                     | 7 | Partido por el tercer puesto | Partido por el tercer puesto |  |  |       |       |
|  | Estados Unidos                    |                                       | 29 de noviembre – Cantón (Provincial) | 7 |                              |                              |  |  |       |       |
|  | China Taipéi                      | 0                                     |                                       |   |                              |                              |  |  |       |       |
|  | China Taipéi                      | 0                                     | Suecia                                | 4 |                              |                              |  |  |       |       |
|  |                                   |                                       |                                       |   |                              |                              |  |  |       |       |
|  | Alemania                          | 0                                     |                                       |   |                              |                              |  |  |       |       |
|  | Alemania                          | 0                                     |                                       |   |                              |                              |  |  |       |       |

### Cuartos de final
| 24 de noviembre de 1991                                                                 | Dinamarca            | 1:2 (1:1, 1:1) (t. s.) | Alemania                       | Centro de Deportes, Zhongshán                                 |                                                               |
| 15:30 CST (UTC+8)                                                                       | MacKensie 25' (pen.) | Reporte                | Wiegmann 17' (pen.) · Mohr 98' | Asistencia: 12 000 espectadores Árbitro(s): Vassilios Nikakis | Asistencia: 12 000 espectadores Árbitro(s): Vassilios Nikakis |
| Primer partido en la historia de la Copa Mundial Femenina que se define en la prórroga. |                      |                        |                                |                                                               |                                                               |

| 24 de noviembre de 1991 | China | 0:1 (0:1) | Suecia      | Estadio Tianhe, Cantón                                       |                                                              |
| 19:45 CST (UTC+8)       |       | Reporte   | Sundhage 3' | Asistencia: 55 000 espectadores Árbitro(s): John Toro Rendón | Asistencia: 55 000 espectadores Árbitro(s): John Toro Rendón |

| 24 de noviembre de 1991 | Noruega                                         | 3:2 (2:2, 1:1) (t. s.) | Italia                    | Estadio de Jiangmen, Jiangmen                                       |                                                                     |
| 19:45 CST (UTC+8)       | Hegstad 22' · Carlsen 67' · Svensson 96' (pen.) | Reporte                | Saimaso 31' · Guarino 80' | Asistencia: 13 000 espectadores Árbitro(s): Rafael Rodríguez Medina | Asistencia: 13 000 espectadores Árbitro(s): Rafael Rodríguez Medina |

| 24 de noviembre de 1991 | Estados Unidos                                                 | 7:0 (4:0) | China Taipéi | Estadio Nueva Plaza, Foshán                            |                                                        |
| 19:45 CST (UTC+8) | Akers 8', 29', 33', 44' (pen.), 48' · Foudy 38' · Biefield 79' | Reporte   |              | Asistencia: 12 000 espectadores Árbitro(s): Omer Yengo | Asistencia: 12 000 espectadores Árbitro(s): Omer Yengo |
| Michelle Akers se convierte en la primera jugadora en anotar cinco goles en un mismo partido en un Mundial femenino. Peor derrota de China Taipéi en la Copa Mundial Femenina. |                                                                |           |              |                                                        |                                                        |

### Semifinales
| 27 de noviembre de 1991 | Suecia      | 1:4 (1:1) | Noruega                                              | Estadio Ying Dong, Panyu                                    |                                                             |
| 15:30 CST (UTC+8)       | Videkull 6' | Reporte   | Svensson 39' (pen.) · Medalen 41', 77' · Carlsen 67' | Asistencia: 16 000 espectadores Árbitro(s): James McCluskey | Asistencia: 16 000 espectadores Árbitro(s): James McCluskey |

| 27 de noviembre de 1991 | Alemania                | 2:5 (1:3) | Estados Unidos                              | Estadio Popular Provincial, Cantón                              |                                                                 |
| 19:45 CST (UTC+8)       | Mohr 34' · Wiegmann 63' | Reporte   | Jennings 10', 22', 33' · Heinrichs 54', 75' | Asistencia: 15 000 espectadores Árbitro(s): Salvador Imperatore | Asistencia: 15 000 espectadores Árbitro(s): Salvador Imperatore |

### Tercer puesto
| 29 de noviembre de 1991 | Suecia                                                 | 4:0 (3:0) | Alemania | Estadio Popular Provincial, Cantón                              |                                                                 |
| 19:45 CST (UTC+8) | Andelen 7' · Sundhage 11' · Videkull 29' · Nilsson 43' | Reporte   |          | Asistencia: 20 000 espectadores Árbitro(s): Cláudia Vasconcelos | Asistencia: 20 000 espectadores Árbitro(s): Cláudia Vasconcelos |
| Cláudia Vasconcelos se transforma en la primera mujer árbitra en dirigir en un partido FIFA de mayores. Peor derrota de Alemania en la Copa Mundial Femenina de Fútbol. |                                                        |           |          |                                                                 |                                                                 |

### Final
| 30 de noviembre de 1991 | Noruega     | 1:2 (1:1) | Estados Unidos | Estadio Tianhe, Cantón                                 |                                                        |
| 19:45 CST (UTC+8) | Medalen 29' | Reporte   | Akers 20', 78' | Asistencia: 63 000 espectadores Árbitro(s): Vadim Zhuk | Asistencia: 63 000 espectadores Árbitro(s): Vadim Zhuk |
| Con 10 goles, Michelle Akers es la futbolista que más tantos ha anotado en una sola edición de la Copa Mundial Femenina. Estados Unidos es el primer campeón del mundo, y el primero en hacerlo ganando todos sus partidos. |             |           |                |                                                        |                                                        |

|                                    |
| Bandera de Estados Unidos          |
| Campeón Estados Unidos 1.er título |

## Estadísticas

### Tabla general
| Pos. | Selección      | Pts. | PJ | PG | PE | PP | GF | GC | Dif. | Rend.  |
| ---- | -------------- | ---- | -- | -- | -- | -- | -- | -- | ---- | ------ |
| 1    | Estados Unidos | 12   | 6  | 6  | 0  | 0  | 25 | 5  | 20   | 100%   |
| 2    | Noruega        | 8    | 6  | 4  | 0  | 2  | 14 | 10 | 4    | 66,67% |
| 3    | Suecia         | 8    | 6  | 4  | 0  | 2  | 18 | 7  | 11   | 66,67% |
| 4    | Alemania       | 8    | 6  | 4  | 0  | 2  | 13 | 10 | 3    | 66,67% |
| 5    | China          | 5    | 4  | 2  | 1  | 1  | 10 | 4  | 6    | 62,50% |
| 6    | Italia         | 4    | 4  | 2  | 0  | 2  | 8  | 5  | 3    | 50%    |
| 7    | Dinamarca      | 3    | 4  | 1  | 1  | 2  | 7  | 6  | 1    | 37,50% |
| 8    | China Taipéi   | 2    | 4  | 1  | 0  | 3  | 2  | 15 | −13  | 25%    |
| 9    | Brasil         | 2    | 3  | 1  | 0  | 2  | 1  | 7  | −6   | 33,33% |
| 10   | Nigeria        | 0    | 3  | 0  | 0  | 3  | 0  | 7  | −7   | 0%     |
| 11   | Nueva Zelanda  | 0    | 3  | 0  | 0  | 3  | 1  | 11 | −10  | 0%     |
| 12   | Japón          | 0    | 3  | 0  | 0  | 3  | 0  | 12 | −12  | 0%     |

### Goleadoras
| Jugadora               | Selección      | Goles |
| ---------------------- | -------------- | ----- |
| Michelle Akers         | Estados Unidos | 10    |
| Heidi Mohr             | Alemania       | 7     |
| Carin Jennings-Gabarra | Estados Unidos | 6     |
| Linda Medalen          | Noruega        | 6     |
| Lena Videkull          | Suecia         | 5     |
| April Heinrichs        | Estados Unidos | 4     |
| Liu Ailing             | China          | 4     |
| Carolina Morace        | Italia         | 4     |
| Pia Sundhage           | Suecia         | 4     |
| Anneli Andelén         | Suecia         | 3     |
| Tina Svensson          | Noruega        | 3     |
| Bettina Wiegmann       | Alemania       | 3     |

## Premios y reconocimientos

### Balón de Oro
| Premio          |  | Jugadora       | Selección      |
| --------------- |  | -------------- | -------------- |
| Balón de Oro    |  | Carin Jennings | Estados Unidos |
| Balón de Plata  |  | Michelle Akers | Estados Unidos |
| Balón de Bronce |  | Linda Medalen  | Noruega        |

### Bota de Oro
| Premio         |                | Jugadora       | Selección      | Goles | Minutos |
| -------------- | -------------- | -------------- | -------------- | ----- | ------- |
| Bota de Oro    |                | Michelle Akers | Estados Unidos | 10    | 491'    |
| Bota de Plata  |                | Heidi Mohr     | Alemania       | 7     | 555'    |
| Bota de Bronce |                | Linda Medalen  | Noruega        | 6     | 422'    |
| Bota de Bronce | Carin Jennings | Estados Unidos | 491'           | 6     |         |

### Juego limpio
| Premio                            | Selección |
| --------------------------------- | --------- |
| Premio al Juego Limpio de la FIFA | Alemania  |